# Carl Palmer
Carl Palmer (rodným jménem Carl Frederick Kendall Palmer, * 20. března 1950 Birmingham) je britský bubeník a perkusionista. Často je označován za jednoho z nejlepších rockových bubeníků všech dob. Známý je jako člen kapel The Crazy World of Arthur Brown, Atomic Rooster, Emerson, Lake & Palmer a Asia. Spolupracoval též s Mikem Oldfieldem. Charakteristické je jeho agresivní bubnování a velká preciznost. Často používá atypický takt a také neobvykle vybudovanou sestavu bubnů.

## Kariéra

### Začátky
Jeho první skupina byla King Bees, později pojmenovaná na Craig. V roce 1966 vydali první singl „I Must Be Mad“ (na B straně „Suspense“), který produkoval Larry Page. Z téže doby pochází také Palmerova první práce coby studiového hudebníka, neboť hrál v písni „Love Light“ liverpoolské skupiny Chants. Později byl pozván Chrisem Farlowem, aby se připojil ke skupině Thunderbirds.

### The Crazy World of Arthur Brown
Původním bubeníkem skupiny The Crazy World of Arthur Brown, založené Arthurem Brownem, byl Drachen Theaker, který hrál na eponymním albu skupiny obsahujícím píseň „Fire“. Theaker nečekaně opustil skupinu během amerického turné v roce 1969. Carl Palmer byl okamžitě přijat jako náhrada a stal se stálým členem skupiny.

### Atomic Rooster
Vincent Crane, klávesista skupiny Crazy World of Arthur Brown, založil v létě 1969 společně s Palmerem a se zpěvákem a baskytaristou Nickem Grahamem vlastní skupinu, trio Atomic Rooster. Skupina prošla několika personálními změnami a v roce 1970 Palmera telefonicky kontaktoval Keith Emerson, aby se zúčastnil konkurzu do nové skupiny, čímž Atomic Rooster v létě 1970 opustil.

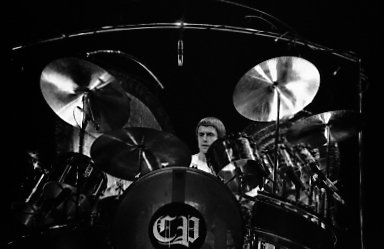
Carl Palmer 3. února 1978 s Emerson, Lake & Palmer v Torontu

### Emerson, Lake & Palmer
Palmer se potkal s Gregem Lakem, který byl v té době členem King Crimson, a Keith Emersonem, který byl členem skupiny Nice. Oba chtěli dál rozšiřovat svou hudební kreativitu a hledali bubeníka pro svou novou hudební skupinu. Po konkurzech s různými bubeníky, včetně Mitch Mitchella, padla jejich volba na Palmera, a tak v létě 1970 založili skupinu, kterou pojmenovali podle svých příjmení – Emerson, Lake & Palmer, zkráceně též ELP. Skupina byla největším úspěchem Palmerovy kariéry a zůstal v ní do jejího prvního rozpadu v roce 1980. Jejich styl spojoval art rock, jazz, electronica, pop rock a klasickou hudbu. Během tohoto období vydal Palmer jako sólový umělec pouze jediný singl. V roce 1981 hrál na albu Mika Oldfielda Five Miles Out v písni „Mount Teidi“. Ostatní nahrávky, které s Oldfieldem vytvořil, zůstaly nevydané. Skupina Emerson, Lake & Palmer byla obnovena počátkem 90. let, kdy vydala svá poslední dvě studiová alba. Emerson zemřel v březnu 2016, Lake v prosinci 2016.

### Asia
Po prvním rozpadu ELP v roce 1980 založil Palmer s texaským bluesrockovým kytaristou Johnem Nitzingerem skupinu PM a nahrál s ním jedno album. Začátkem roku 1981 se připojil k Johnu Wettonovi a Stevu Howeovi, kteří s ním založili novou skupinu. Později se k nim přidal Geoff Downes, čímž vznikla skupina Asia. Palmer v Asii zůstal do roku 1991, kdy došlo k obnovení ELP. Po několika personálních změnách čtyři původní členové, včetně Palmera, v roce 2006 Asii obnovili.

## Diskografie

### Sólově
- 1980 – Carl Palmer's 1:PM
- 2001 – Anthology: Do Ya Wanna Play, Carl?
- 2003 – Working Live – Volume 1
- 2004 – Working Live – Volume 2
- 2006 – In Concert: Carl Palmer plays the Music of ELP (DVD)
- 2010 – Working Live – Volume 3

### Atomic Rooster
- 1970 – Atomic Roooster
- 1998 – Devil's Answer – 1970–81 BBC Radio sessions
- 2000 – Live and Raw 70/71

### PM
- 1980 – 1:PM

### Mike Oldfield
- 1982 – Five Miles Out

### 3
- 1988 – To the Power of Three

### Qango
- 2000 – Live in the Hood